# Biblioteca del Estado Ruso
La Biblioteca del Estado Ruso (en ruso: Российская государственная библиотека, trans.: Biblioteca Estatal de Rusia) es la biblioteca nacional de Rusia y está situada en Moscú. No debe confundirse con la Biblioteca Nacional Rusa, situada en San Petersburgo. Es la tercera biblioteca más grande del mundo por número de libros, con más de 17 millones de volúmenes, y la más grande del país. Entre los años 1925 y 1991 la biblioteca fue llamada como Biblioteca Lenin, nombre que duraría hasta la caída del comunismo y fue rebautizada con su nombre actual.

## Historia

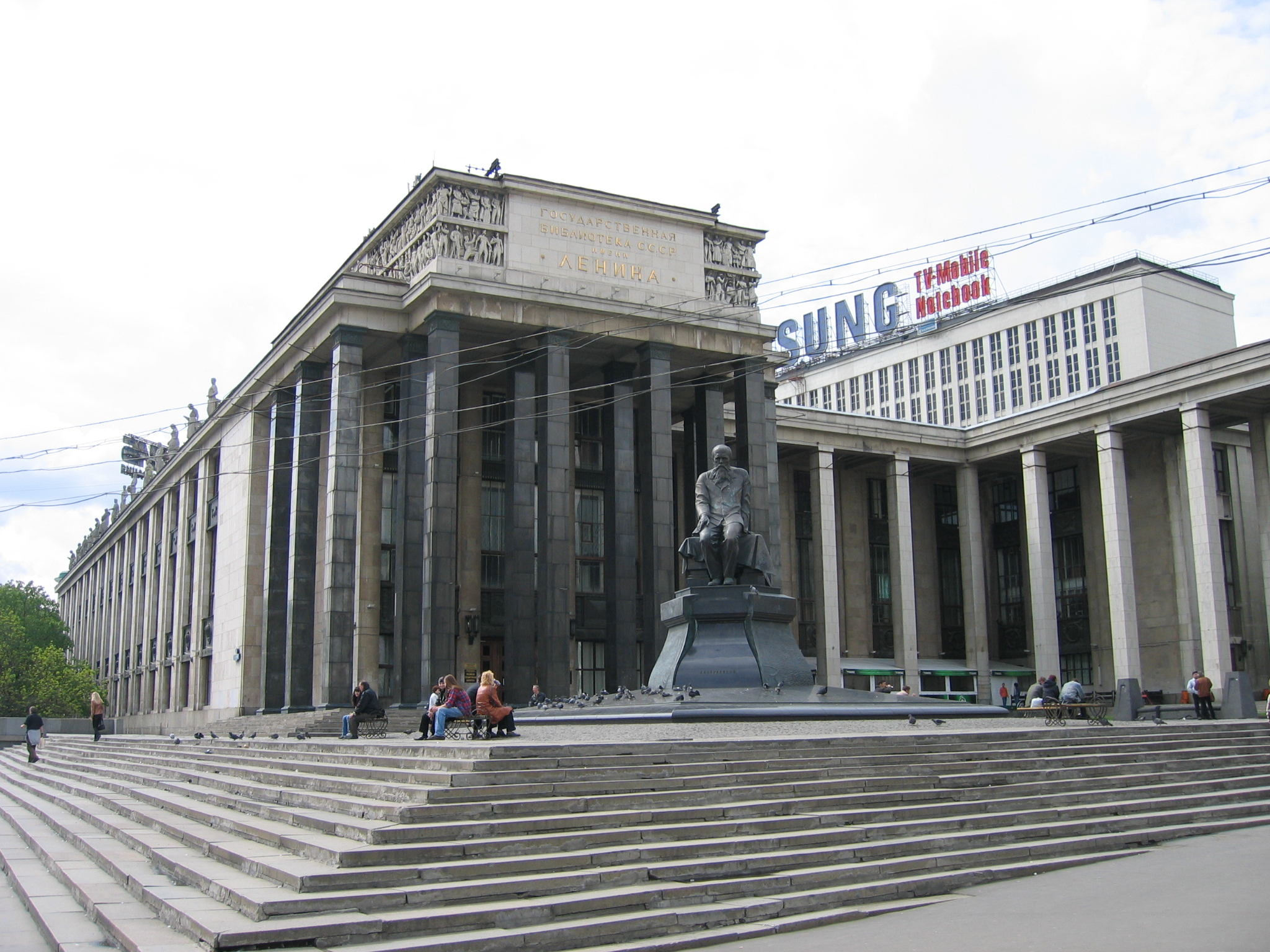
Monumento a Dostoevsky, entrada principal del actual edificio de la Biblioteca del Estado Ruso.

La biblioteca remonta sus orígenes hasta julio de 1862, cuando se inauguró como primera biblioteca pública de Moscú, dentro del Museo Rumyántsev. Tras la revolución bolchevique, se ampliaron sus fondos y se buscó nuevo espacio para ella. Desde 1925 se llamó Biblioteca Lenin de la URSS, conservando tal apelativo hasta la caída del régimen soviético en 1991, cuando se rebautizó con su denominación actual. Ocupa diversos edificios dado el gran tamaño de sus colecciones, que incluyen publicaciones periódicas (13 millones), mapas (150.000), partituras musicales y registros sonoros (350.000). Sus fondos se extienden a más de 200 idiomas; el porcentaje total de fondos de la biblioteca en otros idiomas casi llega al 30%. Entre 1922 y 1991, existió la obligación de depositar un ejemplar de cada libro publicado en la URSS, práctica que continúa hoy referida a la Federación de Rusia.

### Biblioteca original

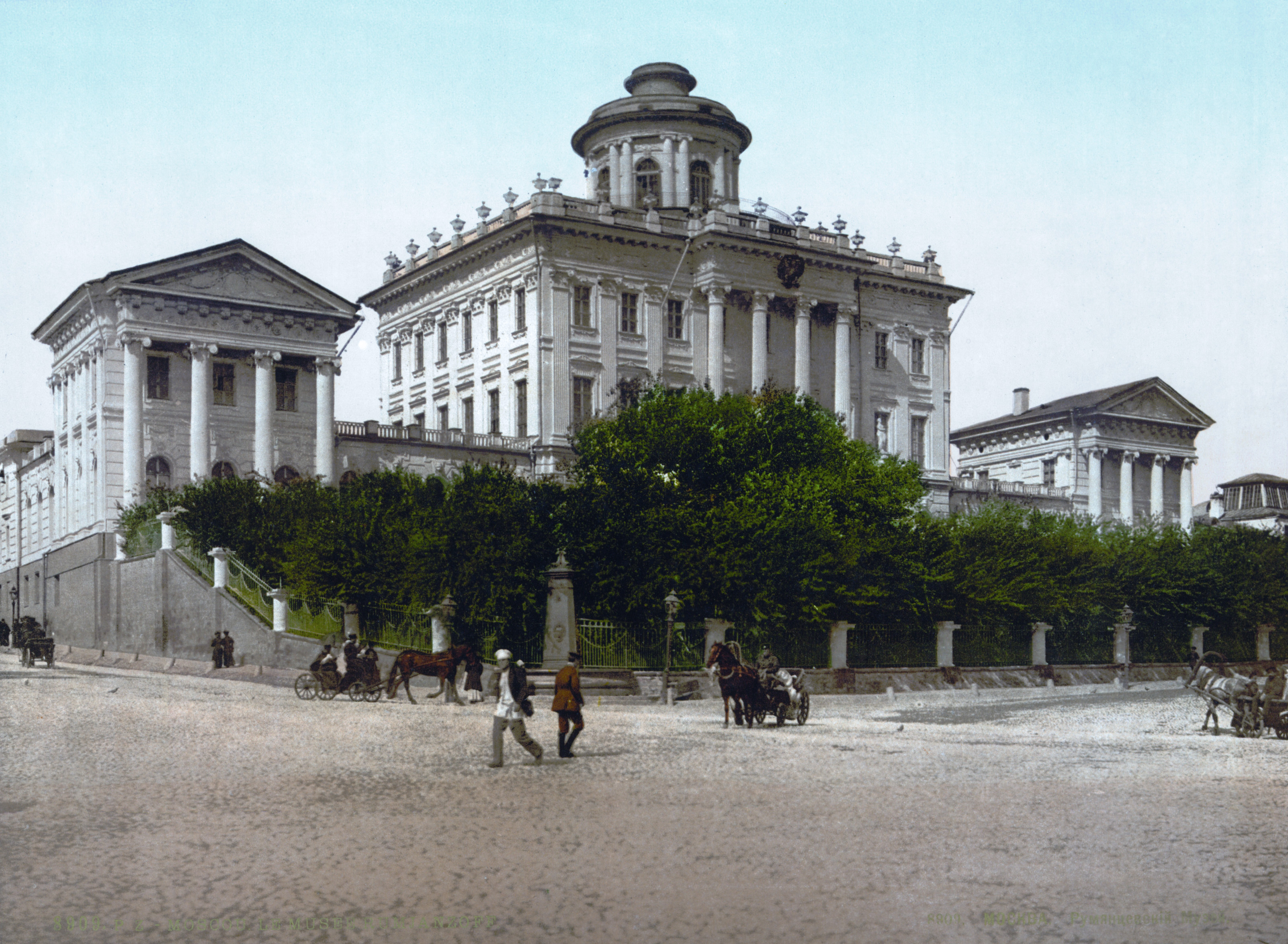
tarjeta postal del de la Casa Pashkov, antiguo edificio de la Biblioteca Estatal Rusa, con vistas al Kremlin

La biblioteca fue fundada el 1 de julio de 1862, como la primera biblioteca pública gratuita de Moscú, con el nombre de Biblioteca del Museo Público de Moscú y Rumiantsev Museo, o La Biblioteca Rumiantsev. Es apodada la "Leninka"." La parte del Museo Rumyantsev del complejo fue el primer museo público de Moscú, y albergaba la colección de arte del conde Nikolai Petrovich Rumyantsev, que había sido donada al pueblo ruso y trasladada desde San Petersburgo a Moscú. Su donación abarcaba sobre todo libros y manuscritos, así como una extensa colección numismática y otra etnográfica. Éstas, así como unos 200 cuadros y más de 20.000 grabados, que habían sido seleccionados de la colección del Hermitage de San Petersburgo, podían verse en la llamada Casa Pashkov (un palacio, establecido entre 1784 y 1787, en las proximidades del Kremlin). El zar Alejandro II de Rusia donó el cuadro La aparición de Cristo ante el pueblo de Alejandro Andréievich Ivanov para la inauguración del museo.
Los ciudadanos de Moscú, profundamente impresionados por la donación altruista del conde, bautizaron el nuevo museo con el nombre de su fundador e hicieron tallar sobre su entrada la inscripción "del conde Rumyantsev para la buena ilustración". En los años siguientes, la colección del museo creció gracias a otras numerosas donaciones de objetos y dinero, de modo que el museo pronto albergó una colección aún más importante de pinturas de Europa occidental, una amplia colección de antigüedades y una gran colección de iconos. De hecho, la colección creció tanto que pronto los locales de la Casa Pashkov resultaron insuficientes, y poco después del cambio de siglo se construyó un segundo edificio junto al museo para albergar sobre todo las pinturas. 

### Biblioteca moderna

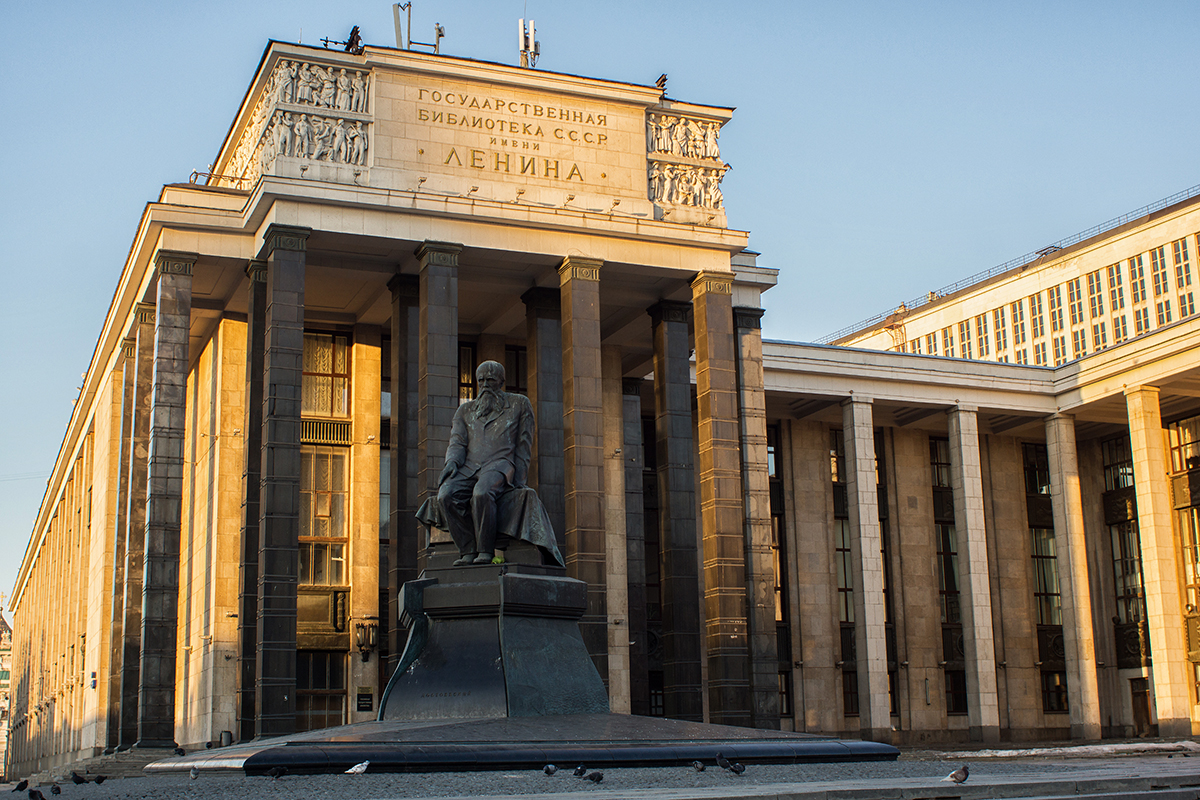
Edificio principal de la biblioteca, delante el monumento a Dostoievski

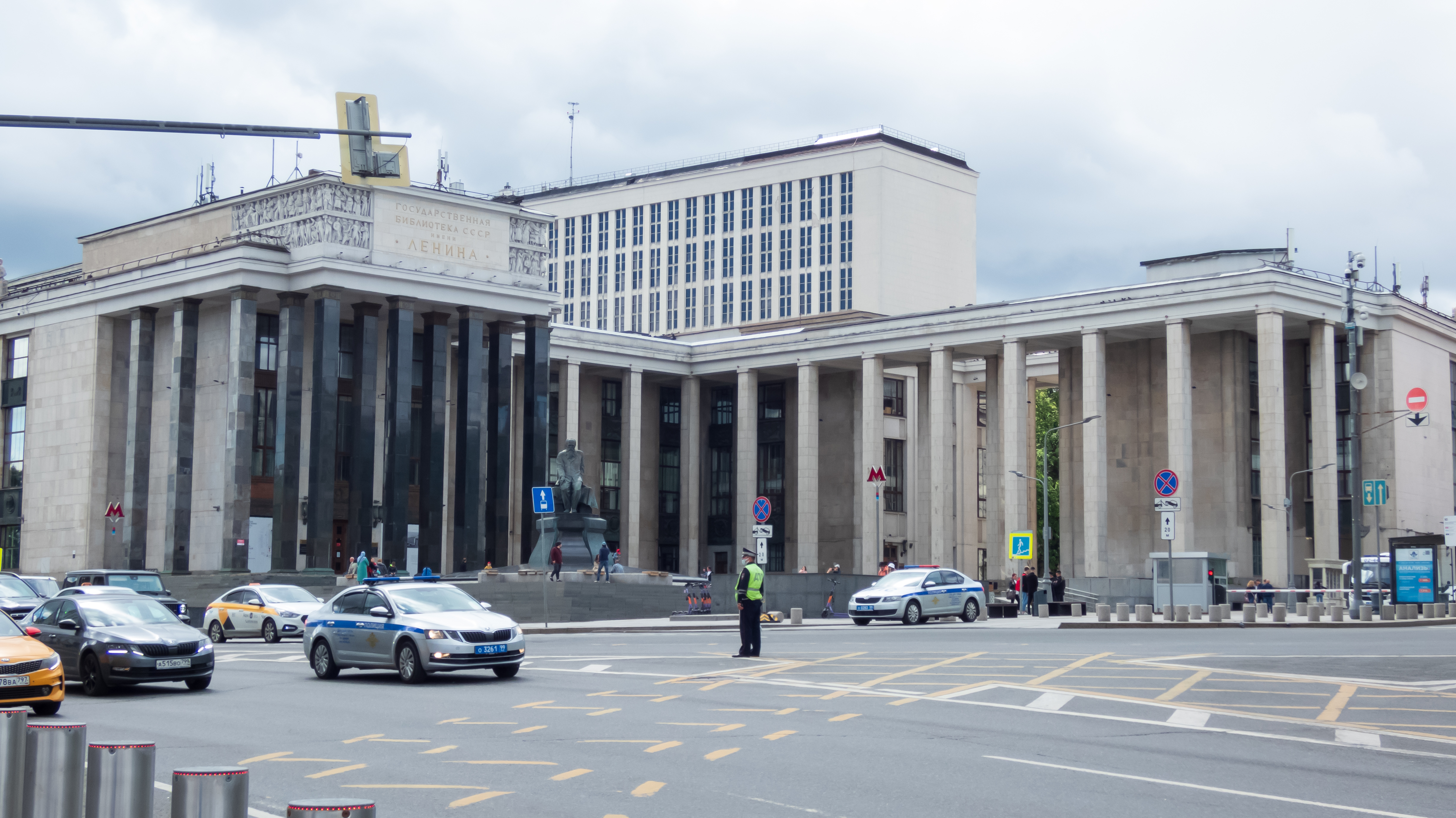
Vista amplia

Después de la Revolución de Octubre el contenido volvió a crecer enormemente, y de nuevo la falta de espacio se convirtió en un problema urgente. También surgieron agudos problemas financieros, ya que la mayor parte del dinero para financiar el Museo fue a parar al Museo Pushkin, que se había terminado pocos años antes y estaba asumiendo el papel del Museo Rumyantsev. Por ello, en 1925 se decidió disolver el Museo Rumyantsev y repartir sus colecciones entre otros museos e instituciones del país. Así, parte de las colecciones, en particular las de arte y antigüedades de Europa occidental, se trasladaron al Museo Pushkin. La Casa Pashkov (en la calle Mokhovaya 3) pasó a llamarse Antiguo Edificio de la Biblioteca Estatal de Rusia. El antiguo edificio del archivo estatal, situado en la esquina de las calles Mokhovaya y Vozdvizhenka, fue arrasado y sustituido por los nuevos edificios. En 1925 la biblioteca pasó a llamarse V. I. Lenin Biblioteca Estatal de la URSS.
La construcción de la primera etapa, diseñada por Vladimir Shchuko y Vladimir Gelfreikh en 1927-1929, fue autorizada en 1929 y comenzó en 1930. La primera etapa se completó en gran parte en 1941. En el proceso, el edificio adquirió los rasgos exteriores de neoclasicismo modernizado del Palacio de los Soviets (codiseñado por Shchuko y Gelfreikh), apartándose del severo modernismo de los proyectos de 1927. El último componente del plan de Shchuko, una sala de lectura de 250 plazas, se inauguró en 1945; las ampliaciones posteriores continuaron hasta 1960. En 1968 el edificio llegó a su capacidad, y la biblioteca puso en marcha la construcción de un nuevo depósito en Khimki, destinado a almacenar periódicos, obras científicas y libros de baja demanda de los almacenes principales. La primera etapa de la biblioteca de Khimki se completó en 1975.
En 1992, el presidente Boris Yeltsin rebautizó la biblioteca con el nombre de Biblioteca Estatal Rusa.

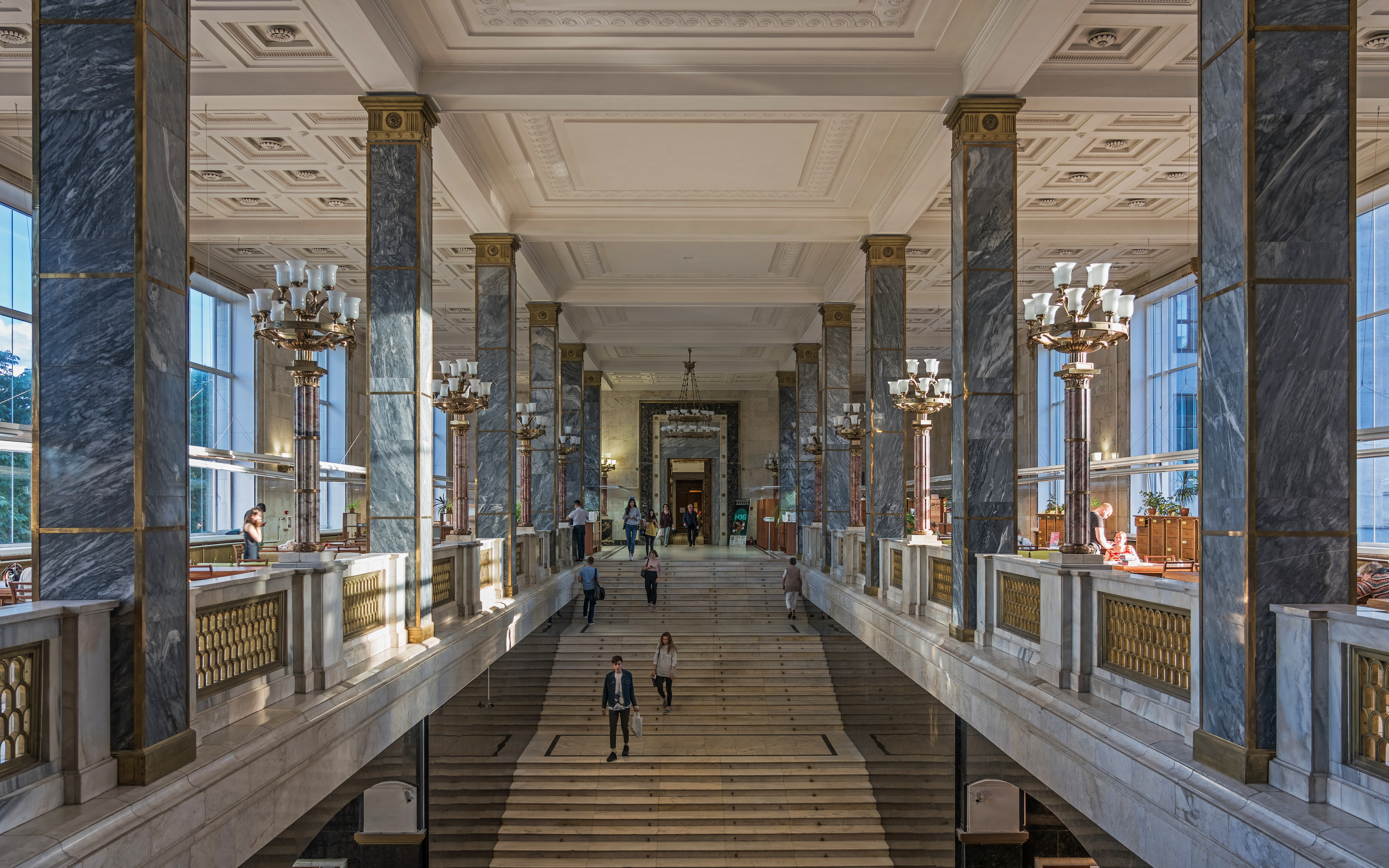
Hall de entrada
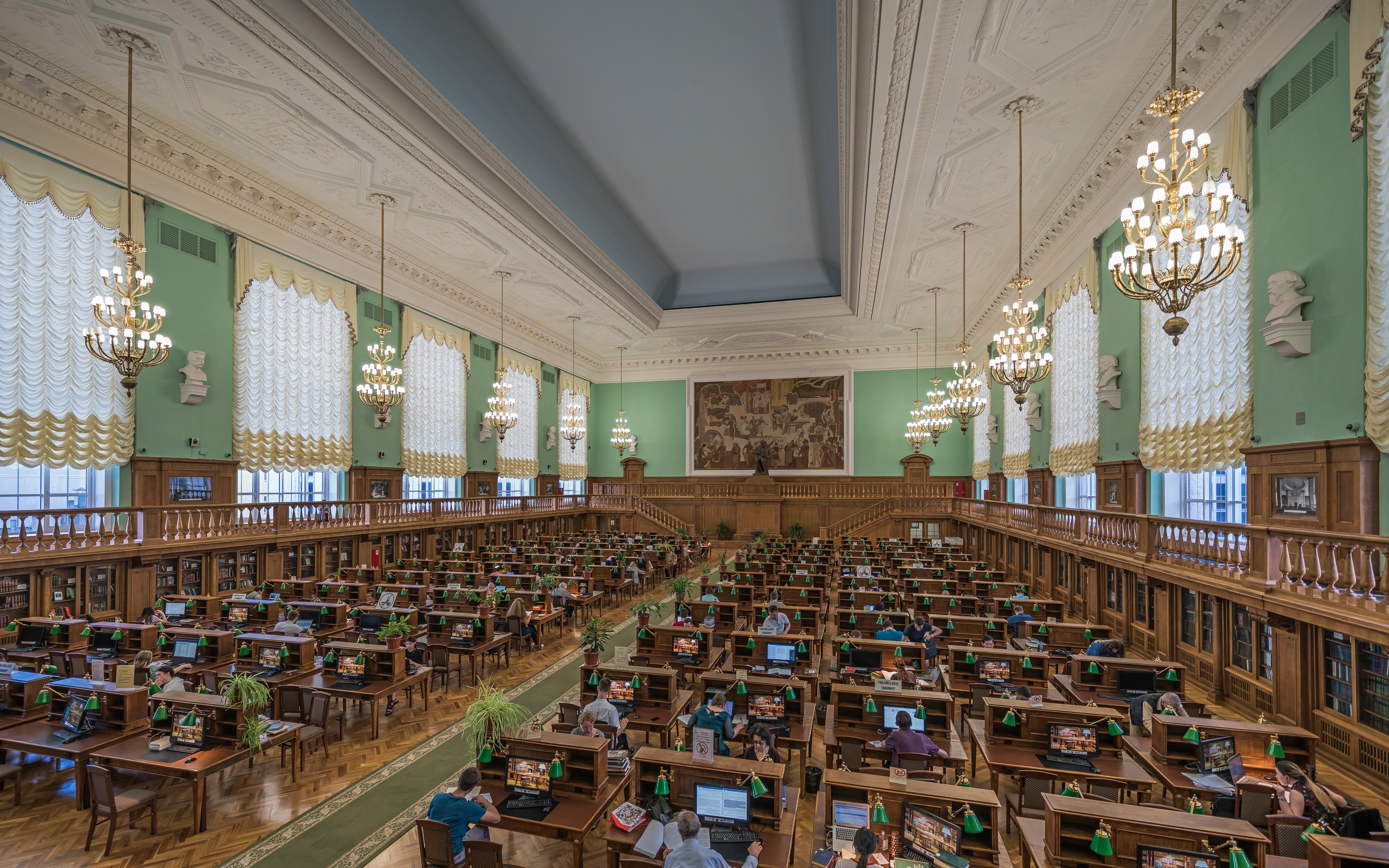
Salón de lectura
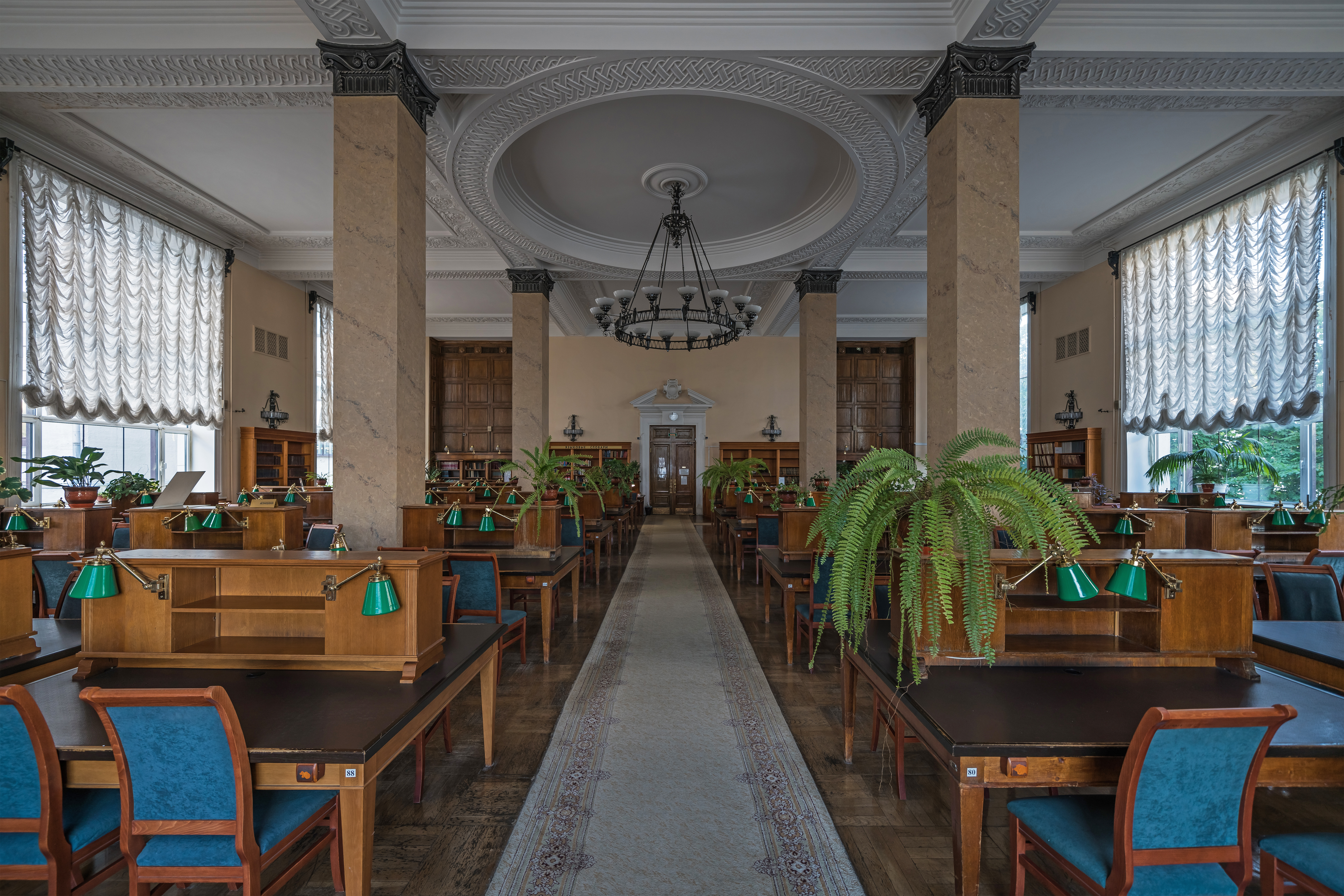
Salón de lectura
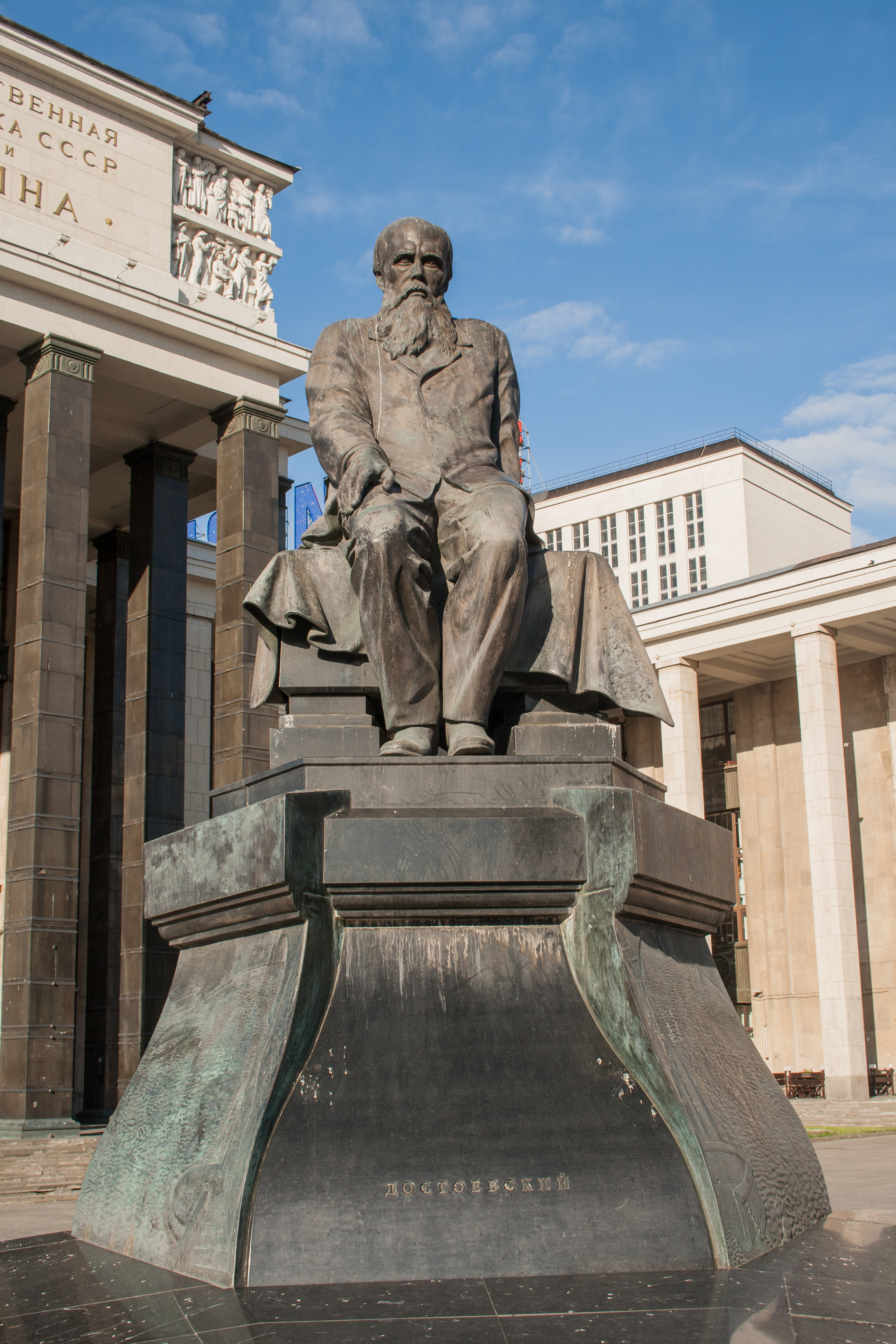
Estatua de Dostoevsky frente a la biblioteca
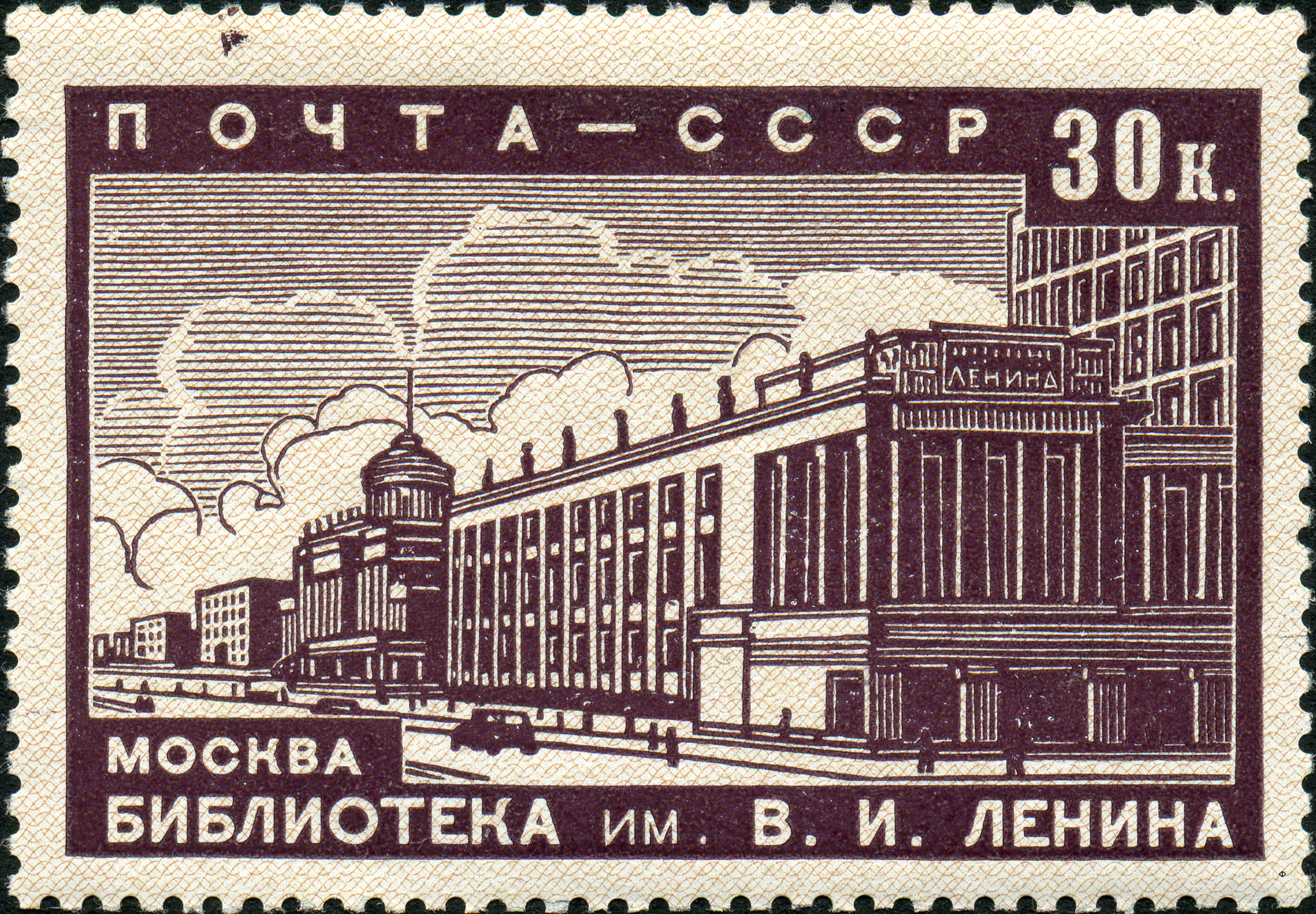
El sello postal (1939)
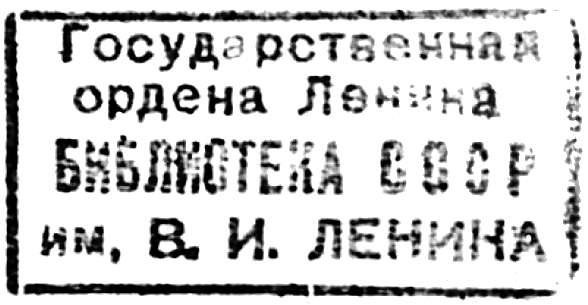
Sello de la Biblioteca Estatal de Rusia (Época soviética)
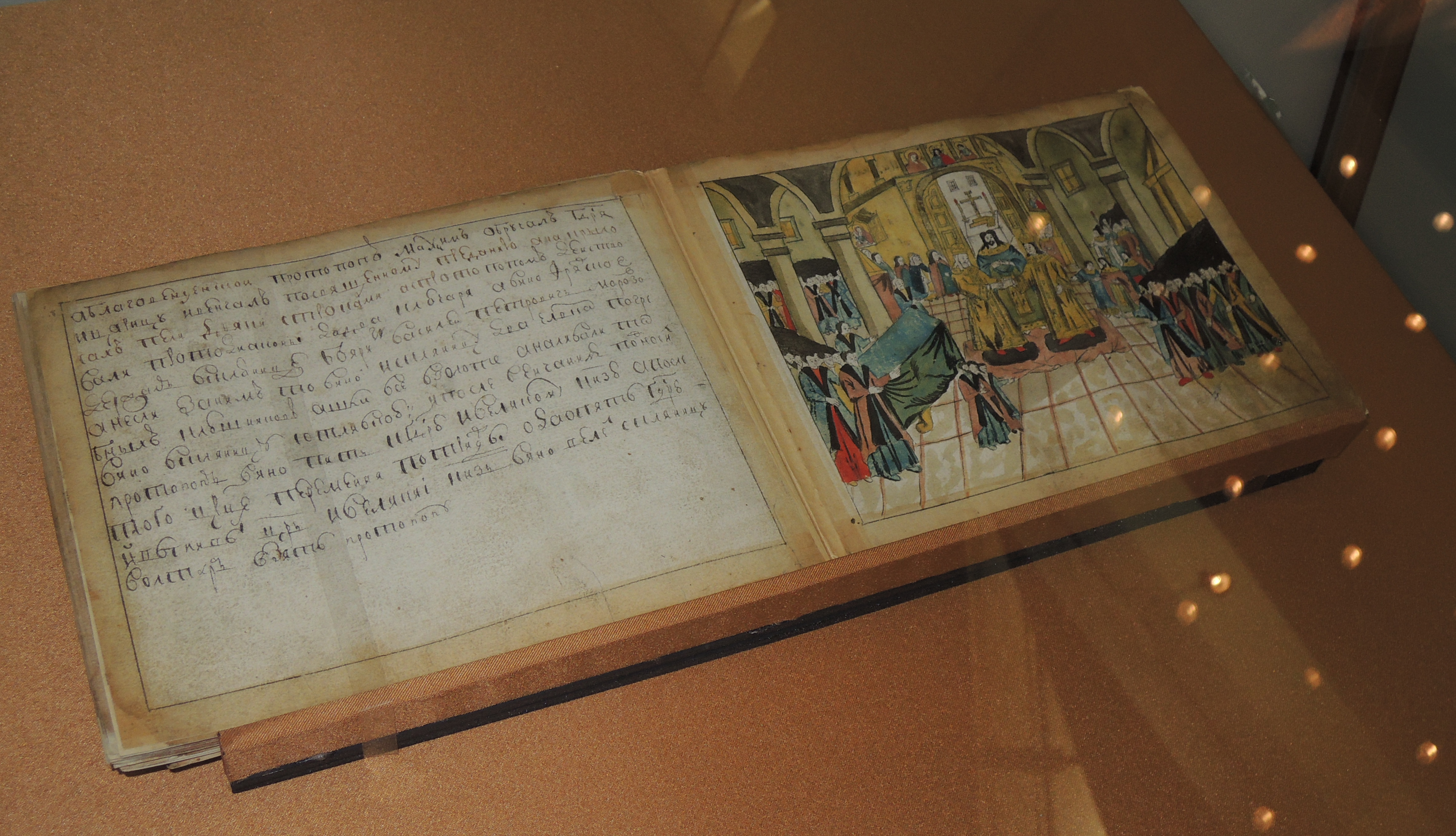
La boda del zar Miguel I
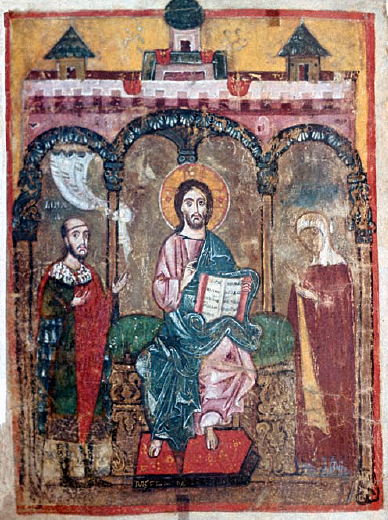
Manuscrito de Tver de George Hamartolus

## Complejo de edificios de la biblioteca
El complejo de edificios de la Biblioteca Estatal Rusa está ubicado en el distrito histórico de Staroe Vagankovo, en la Ciudad Blanca de Moscú. Incluye el edificio principal con un depósito de libros de 19 niveles y la Casa Pashkov .

### Casa Pashkov
La Casa Pashkov fue construida en 1784-1786 por orden del capitán-teniente del regimiento de Salvavidas Semenovsky P. E. Pashkov según el proyecto del arquitecto Vasili Bazhénov. En 1861 la casa fue cedida para almacenar las colecciones y la biblioteca del Museo Rumyantsev . En 1921, en relación con la recepción de más de 400 bibliotecas personales requisadas por el gobierno soviético en el museo después de la revolución, todos los departamentos del museo fueron retirados de la casa Pashkov. En ella permaneció la biblioteca, posteriormente transformada en Biblioteca Pública de la URSS. V. I. Lenin . El edificio fue asignado al Departamento de Manuscritos Raros. en 1988- En 2007, la Casa Pashkov no se utilizó debido a las reparaciones que se estaban realizando allí.

### Edificio principal
Con la transformación de la Biblioteca del Museo Estatal Rumyantsev en la Biblioteca Estatal de la URSS. V. I. Lenin, una gran cantidad de recibos de libros y un alto estatus, exigió innovación. En primer lugar - la expansión del espacio. En 1926, el Consejo de Comisarios del Pueblo de la URSS reconoció "el edificio existente de la Biblioteca Lenin como inapropiado para su trabajo y significado".
En 1927-1929, se realizó un concurso para el mejor proyecto en tres etapas. Se dio preferencia al proyecto de los arquitectos V. G. Gelfreikh y V. A. Shchuko , a pesar de que no participaron en el concurso. Su trabajo fue apreciado por el director de la Biblioteca V. I. Nevsky .
V. I. Nevsky se aseguró de que las autoridades decidieran sobre la necesidad de la construcción. También colocó la primera piedra de los cimientos del nuevo edificio. Se convirtió en el estandarte del "Imperio de Stalin". Los autores combinaron el monumentalismo soviético y las formas neoclásicas. El edificio se mezcló armoniosamente con el entorno arquitectónico: el Kremlin, la Universidad de Moscú, Manege, la Casa Pashkov.
El edificio está lujosamente decorado. Entre los pilones de la fachada hay bajorrelieves de bronce que representan a científicos, filósofos, escritores: Arquímedes, Copérnico, Galileo, I. Newton, M. V. Lomonosov, C. Darwin, A. S. Pushkin, N. V. Gogol. El friso escultórico sobre el pórtico principal se hizo principalmente de acuerdo con los dibujos del académico de arquitectura y artista teatral V. A. Shchuko . M. G. Manizer, N. V. Krandievskaya, V. I. Mukhina, S. V. Evseev, V. V. Lishev participaron en el diseño de la Biblioteca. La sala de conferencias fue diseñada por el arquitecto A.F. Khryakov .
Para el revestimiento de la fachada se utilizaron piedra caliza y granito negro solemne, y para los interiores se utilizaron paneles de pared de mármol, bronce y roble. La construcción de la primera etapa del complejo continuó hasta 1941.
El 15 de mayo de 1935 se inauguró en las inmediaciones de la biblioteca una de las primeras estaciones del metro de Moscú, que recibió el nombre de " Biblioteca con el nombre de Lenin ".
En 1957-1958 se completó la construcción de los edificios "A" y "B". La construcción y desarrollo del complejo de la biblioteca, que incluye varios edificios, duró hasta 1960 .
En 2003, se instaló en el techo del edificio una estructura publicitaria con el logotipo de la empresa Uralsib. En mayo de 2012, la estructura, que se convirtió en "una de las dominantes en la apariencia del centro histórico de Moscú", fue desmantelada.

### Depósito principal de libros
A finales de la década de 1930 se construyó un depósito de libros de 19 niveles, con una superficie total de casi 85.000 m² . Entre los niveles de la bóveda, se coloca una rejilla de celosía, lo que permite que el edificio soporte todo el peso de millones de libros.
El desarrollo del nuevo depósito de libros comenzó en 1941 . El edificio, diseñado para 20 millones de unidades de almacenamiento, no se completó por completo. Hubo una guerra y la cuestión de la evacuación de las colecciones de la biblioteca llegó a un punto crítico. La dirección de la biblioteca pidió al gobierno que autorizara el traslado anticipado de libros de la Casa Pashkov (muchos suelos de madera) que presenta un peligro de incendio a un nuevo edificio de hormigón armado. Se ha concedido el permiso. La mudanza tomó 90 días.
En 1997, el Ministerio de Finanzas de Rusia envió un préstamo de inversión de Francia por un monto de $ 10 millones para la reconstrucción de la RSL . La literatura del depósito no se llevó a ninguna parte. Había un sistema paso a paso. Los libros fueron trasladados a otros niveles, apilados y cubiertos con una tela especial ignífuga. Tan pronto como terminó el trabajo en este sitio, regresaron al sitio.
Desde hace varios años, se han producido cambios radicales en el edificio del depósito de libros: se han reemplazado los equipos de energía y la iluminación eléctrica; se instalaron y pusieron en funcionamiento unidades de tratamiento de aire, unidades de refrigeración y unidades de escape; se ha introducido un moderno sistema de extinción de incendios y se ha instalado una red informática local . El trabajo se llevó a cabo sin la eliminación de los fondos.
En 1999 se instaló en la azotea del edificio una estructura publicitaria con la forma del logo de Samsung. El 9 de enero de 2013, se desmanteló la estructura, que se convirtió en "una de las dominantes en la apariencia del centro histórico de Moscú".

## Fondos de la biblioteca
Los fondos de la Biblioteca Estatal de Rusia tiene su origen en la colección de N. P. Rumyantsev, que incluía más de 28 000 libros, 710 manuscritos, más de 1000 mapas.
En el «Reglamento sobre el Museo Público de Moscú y el Museo Rumyantsev» se escribió que el director está obligado a garantizar que toda la literatura publicada en el territorio del Imperio Ruso entre en la Biblioteca del Museo. Así, a partir de 1862, la Biblioteca comenzó a recibir un depósito legal. Hasta 1917, el 80% del fondo eran recibos de depósito legal. Los obsequios y las donaciones se han convertido en la fuente más importante de reposición de fondos.
Un año y medio después de la fundación de los Museos, el fondo de la Biblioteca ascendía a 100.000 piezas. Y el 1 (13) de enero de 1917, la Biblioteca del Museo Rumyantsev tenía 1 millón 200 mil artículos de almacenamiento.
En el momento del comienzo del trabajo de la Comisión Interdepartamental, encabezada por Glavlit de la URSS, para revisar publicaciones y reorganizarlas de departamentos de almacenamiento especial a fondos abiertos en 1987, el fondo del departamento de almacenamiento especial consistía en alrededor de 27 mil libros nacionales, 250 mil libros extranjeros, 572 mil números de revistas extranjeras, alrededor de 8,5 mil conjuntos anuales de periódicos extranjeros .
A partir del 1 de enero de 2017, el volumen de fondos de RSL fue de 46,9 millones de unidades contables; los fondos incluyeron 18,7 millones de libros y folletos, 13,3 millones de ejemplares de revistas, 739,6 mil conjuntos anuales de periódicos, 379,1 mil unidades de notas, 154,8 mil mapas, 1,3 millones de unidades isográficas, 1 millón de unidades de publicaciones de texto en hoja, 2,3 millones de unidades de publicaciones especiales tipos de publicaciones técnicas, 1088,8 mil disertaciones, 605,6 mil unidades de material de archivo y manuscrito, 11,5 mil material inédito sobre cultura y arte, 37,9 mil documentos audiovisuales, 3,3 millones rollos de microfilmes, 60,9 mil CD, 1237,2 mil documentos electrónicos.
De conformidad con la Ley Federal de la Federación Rusa del 29 de diciembre de 1994 n.º 77-FZ «Sobre el depósito legal de documentos», la Biblioteca Estatal Rusa recibe una copia impresa obligatoria de todos los documentos duplicados publicados en el territorio de la Federación Rusa.
El fondo básico central tiene más de 29 millones de artículos: libros, revistas, publicaciones continuas, documentos para uso oficial. Es la colección básica en el subsistema de los principales fondos documentales de la RSL. El fondo se forma sobre la base del principio de recaudación. De particular valor son más de 200 colecciones de libros privados de figuras nacionales de la ciencia, la cultura, la educación, destacados bibliófilos y coleccionistas de Rusia.
El fondo central de referencia y bibliográfico cuenta con más de 300 mil piezas de almacenamiento. Según el contenido de los documentos incluidos en él, tiene carácter universal. El fondo contiene una importante colección de publicaciones de resúmenes, bibliográficas y de referencia en ruso, los idiomas de los pueblos de la Federación Rusa y los idiomas extranjeros (con la excepción de los orientales). El fondo está ampliamente representado en índices bibliográficos retrospectivos , diccionarios, enciclopedias, libros de consulta, guías.
El Fondo Subsidiario Central completa y proporciona rápidamente a los lectores en el modo de acceso abierto las publicaciones impresas más populares en ruso, publicadas por las editoriales centrales de Moscú y San Petersburgo . El fondo cuenta con una gran colección de literatura científica, de referencia y educativa. Además de libros, incluye revistas, folletos, periódicos.
La biblioteca electrónica de la RSL es una colección de copias electrónicas de publicaciones valiosas y más solicitadas de los fondos de la RSL, de fuentes externas y documentos creados originalmente en formato electrónico. El volumen del fondo a principios de 2013 es de unos 900 mil documentos y se repone constantemente. Los recursos completos están disponibles en las salas de lectura de la RSL. El acceso a los documentos se proporciona de conformidad con la Parte IV del Código Civil de la Federación Rusa .
La biblioteca electrónica de la RSL contiene recursos de acceso abierto que se pueden leer libremente en Internet desde cualquier parte del mundo, y recursos de acceso restringido que solo se pueden leer dentro de las paredes de la RSL, desde cualquier sala de lectura.
Alrededor de 600 salas de lectura virtuales (VCHZ) funcionan en Rusia y los países de la CEI. Se encuentran en bibliotecas nacionales y regionales, así como en las bibliotecas de universidades y otras instituciones educativas. VCHZ brinda la oportunidad de acceder y trabajar con documentos RSL, incluidos los recursos de acceso restringido. Esta función la proporciona el software DefView , el precursor de la red de bibliotecas digitales Vivaldi más moderna.
El Fondo de Manuscritos es una colección universal de manuscritos escritos y gráficos en varios idiomas, incluidos el ruso antiguo , el griego antiguo y el latín . Contiene libros escritos a mano, colecciones y fondos de archivos, archivos personales (familiares, tribales). Documentos, el más antiguo de los cuales data del siglo VI d. C. ej., realizados sobre papel, pergamino y otros materiales específicos. El fondo contiene los libros manuscritos más raros: el Evangelio de Arcángel (1092), el Evangelio de Khitrovo (finales del siglo XIV - principios del siglo XV), etc. [26]
El fondo de publicaciones raras y valiosas tiene más de 300 mil artículos. Incluye publicaciones impresas en ruso y en idiomas extranjeros, correspondientes a ciertos parámetros sociales y de valor: singularidad, prioridad, memoria, coleccionabilidad. El Fondo, según el contenido de los documentos incluidos en él, tiene carácter universal. Presenta libros impresos de mediados del siglo XVI, periódicos rusos, incluido Moskovskie Vedomosti (desde 1756), publicaciones de los pioneros eslavos Sh. Fiol , F. Skorina , I. Fedorov y P. Mstislavets , colecciones de incunables y paleotipos, las primeras ediciones de las obras de J. Bruno , Dante ,R. G. de Clavijo , N. Copernicus , archivos de N. V. Gogol , I. S. Turgenev , A. P. Chekhov , A. A. Blok , M. A. Bulgakov y otros [26]
El fondo de disertaciones incluye tesis nacionales de doctorado y maestría en todas las ramas del conocimiento, excepto medicina y farmacia . La colección contiene copias de disertaciones del autor de 1951-2010 , así como microformas de disertaciones hechas para reemplazar los originales de 1940-1950 . El fondo se conserva como parte del patrimonio cultural de Rusia.
La colección de periódicos , que incluye más de 670 mil artículos, es una de las colecciones más grandes de Rusia y el espacio postsoviético. Incluye periódicos nacionales y extranjeros publicados desde el siglo XVIII. La parte más valiosa del fondo son los periódicos prerrevolucionarios rusos y las publicaciones de los primeros años del poder soviético.
El fondo de literatura militar cuenta con más de 614 mil ejemplares. Incluye publicaciones impresas y electrónicas en ruso y en idiomas extranjeros. Se presentan documentos de guerra: periódicos de primera línea, carteles, folletos, textos que fueron compuestos por los clásicos de la literatura soviética I. G. Erenburg , S. V. Mikhalkov , S. Ya. Marshak , M. V. Isakovsky .
El fondo de literatura en lenguas orientales (de países asiáticos y africanos) incluye publicaciones nacionales y extranjeras más significativas en términos científicos y prácticos en 224 idiomas, lo que refleja la diversidad de temas, géneros y tipos de diseño de impresión. Las secciones de ciencias sociopolíticas y humanitarias están mejor representadas en el fondo. Incluye libros, revistas, publicaciones en curso, periódicos, grabaciones de discursos.
Se ha formado un fondo especializado de publicaciones periódicas actuales para servir rápidamente a los lectores con publicaciones periódicas actuales. Las copias dobles de las publicaciones periódicas nacionales son de dominio público. El fondo contiene revistas nacionales y extranjeras, así como los periódicos centrales y de Moscú en ruso más solicitados. Una vez vencido el plazo establecido, los diarios se transfieren para su almacenamiento permanente al Fondo Central.
Fondo de publicaciones de arte , que suman alrededor de 1,5 millones de ejemplares. Esta colección incluye carteles y estampas, grabados y estampas populares, reproducciones y postales, fotografías y material gráfico. El Fondo presenta en detalle las colecciones personales de coleccionistas famosos, incluidos retratos, ex libris, obras de gráficos aplicados.
El fondo de publicaciones cartográficas tiene cerca de 250 mil ejemplares. Esta colección especializada, que incluye atlas, mapas, planos, mapas y globos terráqueos, proporciona material sobre temas, tipos de publicaciones de este tipo y formas de presentación de la información cartográfica.
El fondo de publicaciones musicales y grabaciones sonoras (más de 400 mil ejemplares) es una de las mayores colecciones, representando todo el repertorio más significativo del mundo, a partir del siglo XVI. El fondo de música tiene tanto documentos originales como copias. También incluye documentos en soporte electrónico. El fondo de grabación de sonido incluye discos de goma laca y vinilo, casetes, cintas de fabricantes nacionales, CD , DVD .
El Fondo de publicaciones oficiales y reglamentarias es una colección especializada de documentos y publicaciones oficiales de organizaciones internacionales, autoridades públicas y administraciones de la Federación Rusa y países extranjeros individuales, documentos oficiales de producción reglamentaria, publicaciones de Rosstat . El volumen total del fondo supera los 2 millones de artículos, presentados en papel y en formato electrónico, así como en otros microportadores.
La colección de literatura del ruso en el extranjero , que cuenta con más de 700 mil ejemplares, presenta obras de autores de todas las oleadas de emigración. Su componente más valioso son las colecciones de periódicos publicados en los territorios ocupados por el Ejército Blanco durante la Guerra Civil , otros fueron publicados en los territorios ocupados de la URSS durante la Gran Guerra Patriótica . El fondo almacena las obras de figuras del movimiento nacional de derechos humanos.
El fondo de recursos de la red remota tiene más de 180 mil artículos. Incluye recursos de otras organizaciones alojados en servidores remotos, a los que la biblioteca proporciona acceso permanente o temporal. Según el contenido de los documentos incluidos en el fondo, éste tiene carácter universal.
La colección de publicaciones en discos compactos ópticos (CD y DVD) es una de las colecciones de documentos más jóvenes de la RSL. El fondo cuenta con más de 8 mil unidades de almacenamiento de diversos tipos y propósitos. Incluye documentos de texto, sonido y multimedia que son publicaciones originales o análogos electrónicos de publicaciones impresas. Según el contenido de los documentos incluidos en él, tiene carácter universal.
La colección de literatura sobre biblioteconomía , bibliografía y ciencia del libro es la colección especializada más grande del mundo de este tipo de publicaciones. También incluye diccionarios de idiomas, enciclopedias y libros de referencia general, literatura sobre campos de conocimiento relacionados. Los 170.000 documentos a disposición del fondo cubren el período que va desde el siglo XVIII hasta la actualidad. Las ediciones de la Biblioteca Estatal de Rusia se asignan a una colección separada.
El fondo de copias de trabajo de microformas tiene alrededor de 3 millones de unidades de almacenamiento. Incluye microformas de publicaciones en ruso y en idiomas extranjeros. Se presentan parcialmente microformas de periódicos y disertaciones, así como publicaciones que no tienen equivalentes en papel, pero que corresponden a parámetros tales como valor, singularidad y alta demanda.
El fondo de canje intraestatal de libros , que forma parte del subsistema de los fondos de canje de la RSL, cuenta con más de 60 mil ejemplares. Estos son documentos dobles y no básicos excluidos de los fondos principales: libros, folletos, publicaciones periódicas en ruso y en idiomas extranjeros. El fondo está destinado a la redistribución por donación, intercambio equivalente y venta.
El fondo de documentos inéditos y obras científicas depositadas sobre cultura y arte cuenta con más de 15 mil ejemplares. Incluye artículos científicos depositados y documentos inéditos - reseñas, resúmenes, referencias, listas bibliográficas, materiales metodológicos y metodológico-bibliográficos, guiones para fiestas y espectáculos masivos, materiales de congresos y reuniones. Los documentos del fondo son de gran importancia para toda la industria.